# Мартин Рејмарк
Мартин Николај Рејмарк (норв. Martin Nikolai Røymark — Осло, 10. новембар 1986) професионални је норвешки хокејаш на леду који игра на позицијама крилног нападача.
Члан је сениорске репрезентације Норвешке за коју је на међународној сцени дебитовао на светском првенству 2008. године. У два наврата учествовао је на олимпијским играма као члан норвешког олимпијског тима, на ЗОИ 2010. у Ванкуверу и ЗОИ 2014. у Сочију. У дресу Норвешке одиграо је преко 69 утакмица на светским првенствима. 
У досадашњој клупској каријери освојио је титулу првака Финске са Тапаром (сезони 2016/17). 